# Super Mario 3D All-Stars
Super Mario 3D All-Stars (スーパーマリオ３Ｄコレクション Super Mario 3D Collection?) es una compilación de videojuegos de plataformas de 2020 para Nintendo Switch. Conmemora el 35.° aniversario de la franquicia Super Mario de Nintendo. Esta compilación incluye versiones de alta definición de Super Mario 64 (1996), Super Mario Sunshine (2002) y Super Mario Galaxy (2007).
La compilación fue publicada el 18 de septiembre de 2020 y estuvo disponible hasta el 31 de marzo de 2021, cuando fue descontinuada y eliminada de la Nintendo eShop. Recibió críticas positivas por sus videojuegos, mejoras técnicas y controles, pero fue criticado por su presentación, falta de contenido adicional, el lanzamiento por tiempo limitado, su precio de $60 dólares (€60 en Europa) y la ausencia de juegos como Super Mario Galaxy 2 (2010) y Super Mario 3D Land (2011). En marzo de 2021, Super Mario 3D All-Stars había vendido más de 9 millones de copias en todo el mundo, lo que lo convierte en uno de los videojuegos más vendidos de 2020.

## Contenido
Super Mario 3D All-Stars recopila versiones de alta definición de los primeros tres videojuegos de plataformas 3D de la serie Super Mario: Super Mario 64 (1996) de Nintendo 64, Super Mario Sunshine (2002) de Nintendo GameCube y Super Mario Galaxy (2007) de Wii. La versión de Super Mario 64 es la versión Shindō Pak Taiō lanzada sólo en Japón en julio de 1997, que agregó correcciones de errores de programación y modificaciones en la jugabilidad y audio. El soporte para la vibración también se basó en esta versión.
Todos los videojuegos de la colección utilizan emulación, aunque Super Mario Galaxy fue recopilado parcialmente para ejecutarse de forma nativa en Nintendo Switch. Los videojuegos admiten controles Joy-Con (y también el Nintendo Switch Pro Controller) con función de vibración y se muestran en resoluciones más altas, como Super Mario Sunshine con una relación de aspecto de 16:9. Tanto Super Mario Sunshine como Super Mario Galaxy se muestran en 1080p en modo TV y 720p en modo portátil, mientras que Super Mario 64 se muestra en 720p en ambos modos con una relación de aspecto de 4:3.
Inicialmente, Super Mario Sunshine no era compatible de forma nativa con el mando de GameCube en Nintendo Switch. En su lanzamiento original en Nintendo GameCube, Super Mario Sunshine usó los gatillos analógicos del controlador de GameCube (que los controles de Switch no tienen) para regular la presión del agua de F.L.U.D.D. En la colección, F.L.U.D.D. se controla con el bumper derecho (R) para apuntar con precisión mientras Mario está quieto, mientras que usar el gatillo derecho (ZR) es similar a apretar el gatillo analógico de GameCube hasta aproximadamente la marca de 3/4. La compatibilidad con el mando de GameCube para Super Mario Sunshine se agregó en noviembre de 2020 para su uso en modo TV. Otro parche lanzado en noviembre de 2021 permitió jugar a Super Mario 64 con el control inalámbrico de Nintendo 64 disponible para los suscriptores de Nintendo Switch Online.
Super Mario Galaxy incorpora controles Joy-Con opcionales que imitan la configuración controlada por movimiento del Wii Remote y Nunchuk, mientras que la habilidad de giro de Mario fue reasignada a los botones X e Y.Cuando se utiliza el Pro Controller, el giroscopio se utiliza como puntero y se puede volver a centrar con el bumper derecho. Al jugar en modo portátil o en el sistema Nintendo Switch Lite, los jugadores deben usar la pantalla táctil en lugar del puntero. Para jugar el modo cooperativo de Super Mario Galaxy en modo portátil o en Nintendo Switch Lite, se necesita un Joy-Con secundario.
La compilación también incluye un modo de reproductor de música, que recopila todas las bandas sonoras originales de los tres videojuegos, con un total de 175 pistas. La música se puede reproducir cuando la pantalla está apagada. Además, se reproducirá una canción aleatoria de cualquiera de las tres bandas sonoras cada vez que el jugador abra el menú principal de la colección.

## Desarrollo y lanzamiento
Super Mario 3D All-Stars fue desarrollado y publicado por Nintendo para conmemorar el 35.° aniversario de Super Mario Bros. (1985). Según Eurogamer, Nintendo se refirió internamente a la compilación como Super Mario All-Stars 2. El objetivo de Nintendo era conservar el «diseño y espíritu original» de los videojuegos incluidos con actualizaciones a las resoluciones y controles. Según Kenta Motokura, productor del proyecto, los desarrolladores entrevistaron al personal original de los videojuegos para conocer la importancia de cada uno. La versión de Super Mario Sunshine de la colección utiliza la tecnología de emulación de GameCube desarrollada por Nintendo European Research & Development (NERD), quien además colaboró con el equipo de desarrollo de Super Mario 3D All-Stars en varias características nuevas para el videojuego y actualizó sus videos en movimiento completo a HD usando su propio motor de aprendizaje profundo. NERD también ayudó con la versión de Super Mario Galaxy proporcionando tecnologías de emulación de audio y gráficos.
La colección fue reportada por primera vez por Video Games Chronicle en marzo de 2020 y corroborada por otros medios.Según estos informes, Nintendo planeaba anunciarlo durante una presentación temática de la franquicia de Mario en el E3 2020, pero esta fue cancelada debido a la pandemia de COVID-19. Después de su revelación durante un Nintendo Direct el 3 de septiembre, Nintendo lanzó la colección el 18 de septiembre de 2020. Estuvo disponible para su compra por tiempo limitado, tanto física como digitalmente hasta el 31 de marzo de 2021. Doug Bowser, presidente de Nintendo of America, dijo que la disponibilidad limitada de la compilación se debía a que era parte de la celebración del 35.° aniversario, un enfoque que la compañía no planea utilizar ampliamente para otros lanzamientos.

## Recepción

### Recepción de la crítica
Según el sitio web Metacritic, Super Mario 3D All-Stars recibió «reseñas generalmente favorables». Los críticos en general estuvieron de acuerdo en que los videojuegos en sí siguieron siendo divertidos, pero estaban divididos sobre la presentación, que recibió críticas por su naturaleza simplista y falta de características adicionales, su lanzamiento por tiempo limitado y la ausencia de otros videojuegos de la serie (principalmente Super Mario Galaxy 2 de 2010).
Ian Walker de Kotaku dijo que la versión de Super Mario 64 «no ha introducido ninguna consecuencia obviamente desafortunada» e incluso solucionó algunas «caídas de rendimiento ocasionales» del original, y que los controles del videojuego funcionaron bien en Switch. Sobre la versión de Super Mario Sunshine, sintió que los controles ajustados afectarían a cualquiera que tuviera memoria muscular del original y que las imágenes sufrían de tearing un poco al final del videojuego. Para Super Mario Galaxy, Walker agradeció que algunos de los controles basados en movimiento se reasignaron a los botones del mando, pero agregó que algunas de las áreas que aún requerían controles de movimiento seguían siendo problemáticas como lo eran en la Wii.
Zachary Ryan de IGN estaba «un poco decepcionado por la falta de esfuerzo que Nintendo ha puesto en» la colección, en comparación con las «revisiones importantes» realizadas para los videojuegos de Super Mario All-Stars, y destacó que el uso de la emulación para ejecutar los tres videojuegos ayudó a explicar «mucho sobre la falta de actualizaciones» en cada uno. Sobre la versión de Super Mario 64, Ryan sintió que el reescalado hizo que el videojuego se viera mejor que nunca y calificó los controles como «todavía súper ajustados» y «muy cómodos en un Pro Controller o Joy-Con», a pesar de que los controles de la cámara del eje x estén invertidos (un parche posterior haría esto opcional). Deseó que Nintendo hubiera agregado «algunas mejoras de calidad de vida», sintiendo que los jugadores que experimentan el videojuego por primera vez «podrían encontrarlo algo inaccesible». Sobre la versión de Super Mario Sunshine, Ryan dijo que seguía siendo un videojuego fantástico y elogió que los controles siguieran siendo fluidos, aunque Ryan experimentó cierta desaceleración en ciertos momentos. Finalmente, Ryan consideró que el reescalado de la versión de Super Mario Galaxy lo convirtió en «una versión completamente realizada» del videojuego y elogió las opciones de control actualizadas, agregando que la configuración del modo portátil, aunque si bien «no es la forma más ideal de jugar», aún funcionaba.

### Ventas
Al 7 de septiembre de 2020, los pedidos anticipados de Super Mario 3D All-Stars lo habían convertido en el segundo videojuego más vendido de 2020 en Amazon en los Estados Unidos, detrás de Animal Crossing: New Horizons. Los revendedores revendieron pedidos anticipados en sitios web como eBay, por hasta US$265. Base.com, un minorista en línea del Reino Unido, se vio obligado a cancelar todos los pedidos anticipados de sus clientes porque su asignación de videojuegos físicos no era suficiente para cumplir con los pedidos anticipados. Agregaron que Nintendo y sus distribuidores en el Reino Unido «no podían dar... ninguna garantía» de que tendrían más copias disponibles durante el período de venta.
En su primera semana de lanzamiento, Super Mario 3D All-Stars fue el videojuego más vendido en el Reino Unido, el tercer lanzamiento de videojuegos más grande de 2020 y el quinto videojuego de Nintendo Switch más vendido en el país. En Japón, el videojuego vendió más de 210 000 copias físicas en los primeros tres días de su lanzamiento. En Estados Unidos, Super Mario 3D All-Stars fue el segundo videojuego más vendido de septiembre detrás de Marvel's Avengers, y se había convertido en el décimo videojuego más vendido de 2020. La colección también fue el videojuego más vendido en septiembre en Europa, Oriente Medio, África y Asia. A marzo de 2021, Super Mario 3D All-Stars había vendido más de 9,01 millones de unidades en todo el mundo. En marzo de 2021, antes de su exclusión de la lista, las ventas físicas del videojuego en el Reino Unido aumentaron alrededor de un 267%. Hasta el 31 de diciembre de 2021, se vendieron 9,07 millones de copias.